# Hermann Henking
Hermann Paul August Otto Henking (* 16. Juni 1858 in Jerxheim bei Braunschweig; † 28. April 1942 in Berlin) war ein deutscher Zoologe und Entwicklungsbiologe.

## Leben und Werk
Der Sohn eines Apothekers erlangte 1878 in Wolfenbüttel das Abitur. Er studierte anschließend bis 1882 in Göttingen, Leipzig und Freiburg/Br. Naturwissenschaften mit dem Hauptfach Zoologie. Er wurde 1882 an der Universität Göttingen promoviert.
Bei Untersuchungen zur Entwicklung der Spermien und der Eizellen der Feuerwanzen entdeckte Henking im Jahr 1891 das später sogenannte X-Chromosom. Er stellte fest, dass 50 Prozent der Spermien eine mikroskopisch deutlich sichtbare Struktur mehr enthielten als die restlichen 50 Prozent. Da er sich nicht sicher war, ob es sich hierbei um Chromatin handelte, benannte er die Struktur zunächst als „X-Faktor“. Befruchtete man eine Eizelle mit einem Spermium, das diesen X-Faktor enthielt, entwickelte sich daraus ein Weibchen; befruchtete man die Eizelle mit einem Spermium, das diesen „X-Faktor“ nicht aufwies, entwickelte sich ein Männchen. Dies waren die ersten wissenschaftlichen Hinweise auf eine genotypische Geschlechtsbestimmung.
Fast gleichzeitig zu Henking entdeckte der US-amerikanische Zoologe Clarence Erwin McClung sein sogenanntes „accessory chromosome“, das sich später ebenfalls mit dem X-Chromosom identifizieren ließ.
Auf den Arbeiten von Henking und McClung aufbauend, entdeckte Nettie Stevens im Jahr 1905, dass das Geschlecht bei  Insekten durch unterschiedliche Chromosomen bestimmt wird und lieferte damit einen entscheidenden Hinweis auf die Chromosomen-Theorie der Vererbung. Trotz dieser deutlichen Hinweise von Henking, McClung und Nettie Stevens sollte es noch nahezu 20 Jahre dauern, bis die chromosomale Geschlechtsdeterminierung bei Säugetieren und damit auch beim Menschen geklärt werden konnte.